# Hades (film)
Pour les articles homonymes, voir Hadès (homonymie).
Pour plus de détails, voir Fiche technique et Distribution.
Hades est un film allemand réalisé par Herbert Achternbusch, sorti en 1995.

## Synopsis
L'histoire d'Hades, une moitié de Juif excentrique et fabricant de cercueils.

## Fiche technique
- Titre : Hades
- Réalisation : Herbert Achternbusch
- Photographie : Adam Olech
- Montage : Herbert Achternbusch et Micki Joanni
- Production : Steffen Kuchenreuther et Thomas Kuchenreuther
- Société de production : Kuchenreuther Filmproduktion
- Pays :  Allemagne
- Genre : Drame et expérimental
- Durée : 86 minutes
- Dates de sortie : 
  -  Allemagne : avril 1995

## Distribution
- Herbert Achternbusch : Hades
- Eckhard Dilssner : le policier
- Barbara Gass
- Jens Harzer
- Irm Hermann
- Thomas Holtzmann
- Simone Katz
- Maxim Kisselev
- Laura Olivi
- Dagmar Sachse
- Bernhard Wildegger
- Rosel Zech

## Distinctions
Le film a été présenté en sélection officielle en compétition lors de Berlinale 1995.